# Donato De Leonardis
Donato Mario De Leonardis (Troia, 1º gennaio 1917 – Foggia, 2 gennaio 2012) è stato un politico italiano.

## Biografia
Esponente pugliese della Democrazia Cristiana, fu assessore al comune di Troja, Consigliere nazionale nell'Ente per la Riforma Fondiaria e nell'Opera Nazionale Combattenti. È stato deputato alla Camera per cinque legislature dal 1958 al 1979, venne eletto alla presidenza di diverse Commissioni. In parlamento fu relatore di numerosi disegni di legge nel settore agricolo e zootecnico. 
Avvocato, pubblicista, fu autore di numerosi saggi, discorsi e di alcuni volumi sulla Politica Agraria, su Aldo Moro, suo amico dal periodo universitario, sui Ricordi di guerra e sulla Democrazia Cristiana. Tra i tanti titoli onorifici ha annoverato quelli di: Cavaliere della Corona d'Italia, Commendatore al Merito della Repubblica, Cavaliere dell'Ordine Pontificio di San Silvestro Papa, Cavaliere di Francia e di Spagna. Fu insignito della Croce al Merito di Guerra.